# Reichssicherheitshauptamt
Het Reichssicherheitshauptamt of RSHA, was de overkoepelende veiligheidsdienst van het Derde Rijk, opgericht door Heinrich Himmler op 27 september 1939. De organisatie bestond uit een samensmelting van de Sicherheitsdienst, de Gestapo en de Kriminalpolizei. Het doel van de organisatie was alle "vijanden van het Rijk" te bestrijden, binnen of buiten de grenzen van Duitsland. Binnen deze categorie vielen onder andere communisten, vrijmetselaars, Joden, zigeuners en andere "ongewenste rassen". Het RSHA was een van de aanvankelijk twaalf SS-hoofdkantoren. Operationeel viel het onder het Oberkommando der Wehrmacht.

## Leiders en afdelingen[2][3]
Het eerste hoofd van de RSHA was Reinhard Heydrich. Hij leidde de organisatie totdat hij vermoord werd in 1942. Hij werd vervangen door Ernst Kaltenbrunner, die de RSHA leidde tot het einde van de oorlog. Het hoofd van de RSHA was de directe verantwoordelijke van de Einsatzgruppen. Verder was het Reichssicherheitshauptamt onderverdeeld in zeven departementen (of Ämter):
Amt I, Personeel en Organisatie, geleid door:
- SS-Brigadeführer Bruno Streckenbach (12 juni 1940 - 1 januari 1941 plaatsvervangend[4]), (1 januari 1941 - 31 december 1942[4])
- SS-Brigadeführer en Generalmajor der Polizei Erwin Schulz (1 februari 1943 - 1 april 1944[5])
- SS-Oberführer Erich Ehrlinger (1 april 1944 - 8 mei 1945)

Gruppe IA (Personal)
- Gruppenleiter: 
  - Karl Brunner (maart 1941 - september 1943[6])
  - SS-Oberführer Erwin Schulz (1 juli 1942 - 1 februari 1943[5])

Amt II, Administratie, Recht, en Financiën, geleid door:
- SS-Standartenführer dr. Hans Nockemann (september 1940 - 18 december 1941)

IIA Organisatie en juridische zaken:
IIA1: Organisatie
IIA2: Wetgeving
IIA3: Schadeloosstelling
IIA4: Verdediging
IIA5: Inbeslagname
IIB: Paspoorten
IIC Budgetten:
IICa: SIPO-budget
IICb: SD-budget
IID Technische ondersteuning:
(reizen, transport etc.)
- Amt III, Binnenlandse SD, geleid door:
- SS-Gruppenführer en Generalleutnant der Polizei Otto Ohlendorf (1 oktober 1939 - 8 mei 1945)

Interne politieonderzoek:
IIIA De wet en juridische constructies
IIIB Afdeling raciale en etnische zaken
IIIC Afdeling culturele en religieuze zaken
IIID Industrie en handel
IIIE Hogere klasse
- Amt IV, Gestapo, geleid door:
- SS-Gruppenführer Heinrich Müller. Adolf Eichmann, de uitvoerder van vele jodendeportaties, zat ook in dit Amt.

IVA Vijanden:
Communisten
Contrasabotage
Reactionairen en liberalen
Moordaanslagen
IVB Sekten en kerkgenootschappen:
Katholieken
Protestanten
Vrijmetselaars
Joden
IVC Kaartenindex en partijzaken:
IVD Bezette gebieden:
IVD1 Tegenstanders
IVD2 Sekten en kerkgenootschappen
IVD3 Dossiers en partij
IVD4 Westelijke gebieden
IVD5 Contraspionage
IVD6 Vreemdelingen
IVE Contra- inlichtingendienst:
IVE1 Reich
IVE2 Beleid
IVE3 Westen
IVE4 Scandinavië
IVE5 Oosten
IVE6 Zuiden
IVF Grenspolitie
- Amt V, Kriminalpolizei  (Kripo), geleid door:
- SS-Gruppenführer Arthur Nebe (1 oktober 1939 - 24 juli 1944[7]). Dit was de politieafdeling die de niet-politieke misdrijven, zoals moord, roof en verkrachtingen behandelde.

VA Preventie
VB Repressie
VC Opsporing
VD Forensisch en strafonderzoek
- Amt VI, Buitenlandse SD, eerst geleid door:
- SS-Gruppenführer Wilhelm von Holzschuher (7 november 1939 - 1 juni 1940[8])
- SS-Brigadeführer Heinz Jost (27 september 1939  - 22 juni 1941)
- Waarnemend SS-Oberführer en Oberst der Polizei Erwin Weinmann (13 januari  - 22 juni 1942)
- SS-Brigadeführer Walter Schellenberg (24 februari 1943 - 29 april 1945[9][10])
- Waarnemend Wilhelm Höttl[10]

Dit was de buitenlandse veiligheidsdienst van de SS. In 1944 werden de meeste cellen van de Abwehr (militaire inlichtingen) bij Amt VI gevoegd. 
VIA Organisatie inlichtingendiensten: SS Obersturmbannführer Dr. Albert Filbert , SS Standartenführer Dr. Martin Sandberger (sinds januari 1944)
VIB Spionage - Westen
VIC Spionage - Rusland/Japan - SS-Obersturmbannführer Karl Tschierschky (13 april 1944 - 28 november 1944)
VID Spionage - Amerika
VIE Spionage - Oost-Europa - SS-Obersturmbannführer Helmut Knochen (1941)
VIF Technische ondersteuning
- Amt VII, Geschreven Archieven, geleid door:
- SS-Brigadeführer prof. dr. Franz Six (1 september 1942 - 8 mei 1945[12]). Deze afdeling was verantwoordelijk voor "ideologische taken", waarmee de antisemitische propaganda werd bedoeld.

VIIA Administratie
VIIB Beoordeling
De RSHA leverde ook SS'ers en politie-officieren wanneer dit nodig was.

## Commandanten
| Nr. | Afbeelding | Commandanten van het Reichssicherheitshauptamt       | Aangetreden       | Einde termijn    | Duur termijn      | Opmerking                    |
| --- | ---------- | ---------------------------------------------------- | ----------------- | ---------------- | ----------------- | ---------------------------- |
| 1   |            | SS-Obergruppenführer Reinhard Heydrich (1904-1942)   | 27 september 1939 | 4 juni 1942      | 2 jaar, 250 dagen |                              |
| 1   |            | SS-Gruppenführer Bruno Streckenbach (1902-1977)      | 4 juni 1942       | 31 december 1942 |                   | Waarnemend/ Plaatsvervangend |
| 2   |            | Reichsführer-SS Heinrich Himmler (1900-1945)         | 4 juni 1942       | 30 januari 1943  | 240 dagen         |                              |
| 3   |            | SS-Obergruppenführer Ernst Kaltenbrunner (1903-1946) | 30 januari 1943   | 8 mei 1945       | 2 jaar, 102 dagen |                              |